# Cristiano da Matta
Cristiano Monteiro da Matta, född 19 september 1973 i Belo Horizonte, är en brasiliansk racerförare.  Han bor i Miami i USA.

## Racingkarriär
da Matta har tävlat i det mesta inom racing och debuterade i formel 1 för Toyota 2003. Han har som bäst kommit på sjätte plats i tre lopp. 
da Matta ersattes efter Tysklands Grand Prix 2004 av landsmannen Ricardo Zonta men han behöll sin anställning hos Panasonic Toyota Racing team året ut och anlitades istället för marketingrelaterade aktiviteter.
da Matta kör numera i Champ Car där han vann mästerskapet 2002. 3 augusti 2006 fick han allvarliga huvudskador då han körde på en hjort som råkat komma in på banan under en testkörning på Road America i Elkhart Lake. da Matta låg i koma på ett sjukhus i Neenah i Wisconsin, men han blev stadigt bättre och fick lämna sjukhuset den 21 september 2006.

## F1-karriär
| Säsong | Stall/Tillverkare | Poäng | Placering |
| ------ | ----------------- | ----- | --------- |
| 2003   | Toyota            | 10    | 13        |
| 2004   | Toyota            | 3     | 16        |